# In Concert (album de Klaus Nomi)
Pour les articles homonymes, voir In Concert.
Albums de Klaus Nomi
Encore
(1983) Za Bakdaz
(2007)
In Concert est un album live sorti en 1986 du chanteur Klaus Nomi enregistré au nightclub Hurrah de New York en 1979. Il s'agit de l'unique concert de Klaus Nomi enregistré. L'album n'est disponible qu'en 33 tours et en cassette audio.

## Liste des titres
| 1.    | Intro + Keys of Light    | 05:24 |
| 2.    | Falling in love again    | 02:47 |
| 3.    | Lightning Strikes        | 01:40 |
| 4.    | Nomi Song                | 03:12 |
| 5.    | The Twist                | 03:20 |
| 6.    | Total Eclipse            | 04:42 |
| 7.    | I Feel Love              | 05:25 |
| 8.    | Samson and Delilah: Aria | 05:46 |
| 30:00 |                          |       |